# La Digue du cul
La Digue du cul est une chanson paillarde traditionnelle populaire de l'Ouest de la France, mentionnant les villes de Nantes et de Montaigu : « De Nantes à Montaigu (...) ».
Elle a été publiée dans le chansonnier estudiantin Fleurs du Mâle dès sa parution en 1922. Ce recueil a été créé par le Cercle des sciences de l'Université libre de Bruxelles.

## Origines
Le titre de la chanson, qui revient comme un leitmotiv dans les paroles, prend ses sources au Moyen Âge. Une hypothèse concernant les origines de cette chanson soutient que les paroles auraient été écrites par un auteur florentin durant la période de la Renaissance. Le site de l'office du tourisme de Montaigu donne une autre hypothèse, celle d'une duchesse tombée dans l'étang formé par la digue sur l'Asson et vue par les Montacutains se déshabiller pour sécher ses vêtements.

## Reprises
Cette chanson a notamment été interprétée et légèrement transformée par Les Frères Jacques mais aussi par le groupe français de heavy metal Vulcain et par le chanteur français Pierre Perret.
Lors de la tournée 2002 « Un Tour ensemble » de Jean-Jacques Goldman, le bassiste Claude Le Péron interprète le refrain lors de la présentation des musiciens.
Dans le film Les Couloirs du temps : Les Visiteurs 2, Jacquouille entonne cette chanson lors du mariage de Philippine, la lointaine descendance de Godefroy de Montmirail.
Le refrain de la chanson est également chanté dans le film Les Saisons du plaisir, ainsi que par Michel Galabru dans le film La Valise.
Dans l'épisode en version française de South Park de l'épisode Le Camp de la mort de tolérance, le personnage Garrison chante cette chanson en traversant le couloir de l'école quand il croit qu'il va se faire exclure en raison de son homosexualité.
Dans le film La Grande Lessive (!) de Jean-Pierre Mocky, la musique d'attente de la ligne téléphonique du commissariat est l'air de La Digue du cul.

## Paroles
La digue du cul, en revenant de Nantes (bis)

De Nantes à Montaigu la digue la digue

De Nantes à Montaigu la digue du cul !

La digue du cul, je rencontre une belle (bis)

Qui dormait le cul nu la digue la digue

Qui dormait le cul nu la digue du cul !

Refrain :

De Nantes à Montaigu, la digue la digue

De Nantes à Montaigu, la digue du cul !

La digue du cul, je bande mon arbalète (bis)

Et lui fous droit dans l’cul, la digue la digue

Et lui fous droit dans l'cul, la digue du cul

Refrain

La digue du cul, la garce se réveille (bis)

Et crie "J'ai l'diable au cul", la digue la digue

Et crie "J'ai l'diable au cul", la digue du cul !

Refrain

La digue du cul non ce n’est pas le diable (bis)

Mais un beau dard poilu, la digue la digue

Mais un beau dard poilu, la digue du cul !

Refrain

La digue du cul, qui bande et qui décharge (bis)

Et qui t’en fout plein l’cul la digue la digue

Et qui t’en fout plein l’cul la digue du cul !

Refrain

La digue du cul, si ce n’est point le diable (bis)

Refous-moi le moi dans l’cul la digue la digue

Refous-moi le moi dans l’cul la digue du cul !

Refrain

La digue du cul, s’il y’est bien qu’il reste (bis)

Et qu’il n’en sorte plus la digue la digue

Et qu’il n’en sorte plus la digue du cul !